# Geely Galaxy L7

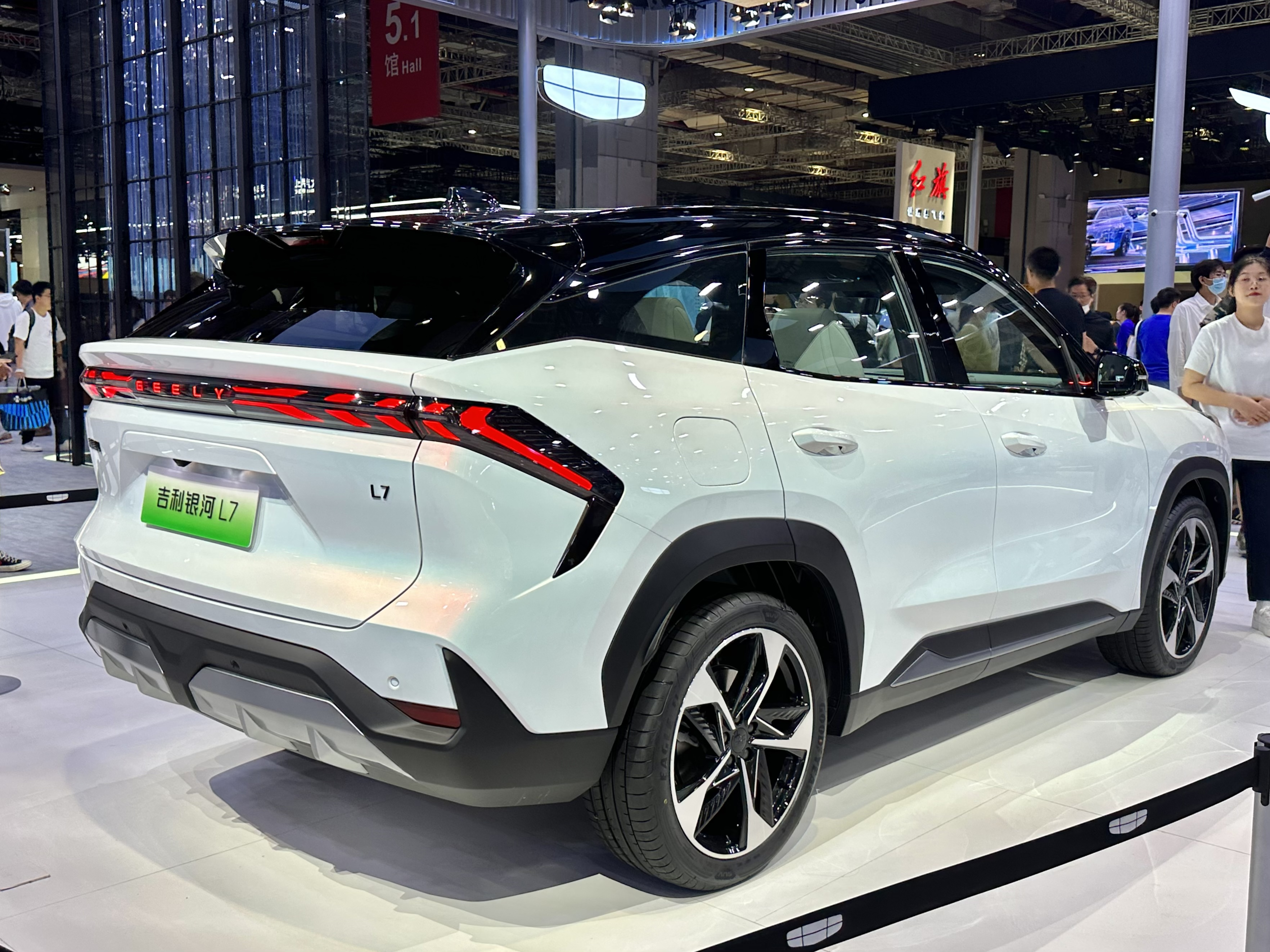
Вид сзади

Geely Galaxy L7 — компактный кроссовер на базе Geely Boyue L. Это первая модель компании Geely под суббрендом Galaxy.

## Описание
Автомобиль Geely Galaxy L7 является спортивным вариантом Geely Boyue L с видоизменённым дизайном передней и задней частей и более высокой крышей. Позднее автомобиль прошёл рестайлинг. По сути, автомобиль является первым продуктом серии Galaxy PHEV и EV. Мультимедийная система Qualcomm Snapdragon 8155 оснащена операционной системой Geely Galaxy N-OS.
Автомобиль оснащён силовой установкой NordThor Hybrid 8848, бензиновым двигателем внутреннего сгорания BHE15-BFZ объёмом 1,5 литра с турбонаддувом и трёхступенчатой гибридной трансмиссией. Мощность двигателя составляет 390 л. с.
Автомобиль Geely Galaxy L7 оснащён аккумулятором ёмкостью 18,7 кВт *ч, который обеспечивает запас хода по WLTC в 90 км.

## Технические характеристики
|                         | ДВС/Электродвигатель                                            | Мощность                                                                                        | Крутящий момент                                             | Трансмиссия |
| ----------------------- | --------------------------------------------------------------- | ----------------------------------------------------------------------------------------------- | ----------------------------------------------------------- | ----------- |
| Одномоторная компоновка | ДВС: 1.5 л (1499 см3) BHE15-BFZ I4 Электродвигатель: синхронный | Двигатель: 120 кВт (163 л. с.) Электродвигатель: 107 кВт (145 л. с.) Всего: 287 кВт (390 л. с.) | Двигатель: 255 Н⋅м Электродвигатель: 338 Н⋅м Всего: 535 Н⋅м | 3-скор. DHT |